# David Fowler
Pour les articles homonymes, voir Fowler.
David Herbert Fowler (né le 28 avril 1937 à Blackburn, mort le 13 avril 2004 à Warwick) est un historien des mathématiques et mathématicien britannique, spécialiste des mathématiques grecques antiques.

## Formation et carrière
Il est scolarisé à Morecambe Bay (école Rossall près de Fleetwood) et il s'avère un bon bricoleur en électronique : à 13 ans, il a construit sa propre télévision. À partir de 1955, il étudie les mathématiques au Gonville and Caius College de l’Université de Cambridge. Son tuteur est Christopher Zeeman et parmi les autres étudiants figure John Horton Conway. Après avoir obtenu de très bonnes notes, il passe deux ans en analyse à Cambridge et il est, à partir de 1961, maître de conférences à l’Université de Manchester. En 1967, Zeeman l’emmène à la toute nouvelle université de Warwick, où il organise les colloques et donne des conférences sur l’analyse. En 1980, il est devenu maître de conférences et lecteur en 1990. Au milieu des années 1990, il lui est diagnostiqué une tumeur au cerveau. En 2000, il prend sa retraite. 
En 1999, il reçoit un D.Sc. l'Université de Warwick. 

## Travaux
En 1972, il traduit le livre sur la théorie des catastrophes de René Thom en anglais (Stabilité structurelle et morphogenèse ) avec son épouse française Denise. 
Sa préoccupation pour l'histoire des mathématiques commence en 1979, à l'occasion de la recension d'un livre de Wilbur Knorr . Il a émis l'hypothèse que même avant Eudoxe de Cnide, il existait une théorie des proportions (et donc des grandeurs irrationnelles et, en un sens, des nombres réels) dans les mathématiques grecques, basée sur l'algorithme euclidien et impliquée dans le dialogue Théétète de Platon. La théorie d'Eudoxe est présentée dans le cinquième livre des Éléments d'Euclide et a complètement supplanté les théories plus anciennes, selon Fowler. L'interprétation de Fowler sur les mathématiques grecques a abouti à une série d'essais dans The Mathematics of Platon's Academy, où il retrace les premières preuves de mathématiques pré-euclidiennes à l'école de Platon et analyse également des papyrus anciens avec des factures de tous les jours. Sa théorie, qui contredit la vision traditionnelle selon laquelle la découverte de l'incommensurabilité avait choqué les mathématiciens grecs, les amenant à se tourner vers des théories purement géométriques, est controversée. 
David Fowler et Eleanor Robson ont étudié la tablette YBC 7289, rédigée dans le premier tiers du second millénaire avant notre ère, et qui donne une approximation de √2, interprétée comme le rapport de la diagonale du carré au côté.
Jeremy Gray fait partie de ses doctorants.

## Vie privée
Il était marié à Denise Stroh, avec qui il avait deux enfants. Il a joué du piano et construit son propre piano. 

## Publications
- (en) David Fowler, The Mathematics of Plato’s Academy : A New Reconstruction, Oxford, Clarendon Press (Oxford Science Publications), 1987 (ISBN 0-19-853912-6).
- (en) David Fowler et Eleanor Robson, « Square Root Approximations in Old Babylonian Mathematics : YBC 7289 in Context », Historia Mathematica, vol. 25,‎ 1998, p. 366-378 (lire en ligne)  Étude complète de la tablette, mise en contexte historique et explications probables des méthodes utilisées à l'époque pour obtenir la valeur approchée de √2 utilisée dans YBC 7289.
- (en) David Fowler, « Dedekind's theorem √2 × √3 = √6 », The American Mathematical Monthly, vol. 99, no 8,‎ 1992, p. 725-733 (lire en ligne)
- (en) David Fowler, The Mathematics of Plato’s Academy : A New Reconstruction, Oxford, Clarendon Press (Oxford Science Publications), 1999, 2e éd., 441 p. (ISBN 0-19-850258-3, présentation en ligne)Fernando Q. Gouvêa, « The Mathematics of Plato's Academy: A New Reconstruction », MAA Review,‎ 1999 (lire en ligne).

- Introducing real analysis, Londres: Transworld Publishers 1973
- « Ratio in early greek mathematics », Bulletin AMS (Nouvelle série), volume 1, 1979, p. 807-846, en ligne
- Book II of Euclid's Elements and a pre-Eudoxan theory of ratio, Archives de l'histoire des sciences exactes, volume 22, 1980, pages 5 à 36, partie 2 (côtés et diamètres), volume 26, 1982, pages 193- 209
- « Anthyphairetic ratio and Eudoxan proportion », Archive for the history of Exact Sciences, volume 24, 1981, pages 69-72
- « A generalization of the golden section », Fibonacci Quarterly, Vol 20, 1982, p. 148-152
- *(en) D.H Fowler, « An invitation to read Book X of Euclid's Elements », Historia Mathematica, vol. 19, no 3,‎ août 1992, p. 233–264 (DOI 10.1016/0315-0860(92)90029-B)
- David H. Fowler, « The Story of the Discovery of Incommensurability, Revisited », dans Trends in the Historiography of Science, vol. 151, Springer Netherlands, 1994 (ISBN 978-90-481-4264-4, DOI 10.1007/978-94-017-3596-4_17), p. 221–235
- « Ratio and proportion in early Greek mathematics », dans A. C. Bowen (ed.), Science and Philosophy in Classical Greece, Garland, 1991, p. 98-118
- « Inventive interpretations », Revue d'histoire des mathématiques, volume 5, 1999 pages 149-153. [lire en ligne]